# Le Kremlin-Bicêtre (stacja metra)
Le Kremlin-Bicêtre – stacja linii 7 metra w Paryżu, położona w gminie Le Kremlin-Bicêtre.

## Stacja
Stacja została otwarta w 1982 roku jako jedna ze stacji nowego odgałęzienia linii. Znajduje się pod ziemią, posiada jednonawową halę peronową z dwoma torami i dwoma peronami bocznymi.
Nazwa stacji pochodzi od nazwy gminy, na terenie której leży. Ta zaś pochodzi od karczmy Au sergent du Kremlin (fr. U sierżanta Kremla), miejsca spotkań weteranów inwazji napoleońskiej na Rosję (w pobliżu znajdował się szpital dla inwalidów wojennych), i miasta Winchester (zniekształconego do postaci Bicêtre), którego biskup posiadał dobra w tej okolicy.

## Przesiadki
Stacja umożliwia przesiadki na autobusy dzienne RATP i nocne Noctilien.